# Les Décraqués
Cet article possède un paronyme, voir Les Détraqués.
 (avril 2021).
Si vous disposez d'ouvrages ou d'articles de référence ou si vous connaissez des sites web de qualité traitant du thème abordé ici, merci de compléter l'article en donnant les références utiles à sa vérifiabilité et en les liant à la section « Notes et références ».

Les Décraqués est une émission de la station de radio française France Culture, diffusée de 1984 à 2004.
Cette émission, de petit format (8 à 10 minutes de 13h30 à 13h40), créée en 1984 par Bertrand Jérôme, était le prolongement quotidien, du lundi au vendredi, de l'émission « Des Papous dans la tête ». Dans la programmation de France Culture, elle faisait suite à l'émission phare « le Panorama », ce qui permettait de se détendre après des débats.
L'émission était animée par Françoise Treussard et Bertrand Jérôme, décédé le 19 juillet 2006, à l'âge de 80 ans.
Elle a été supprimée en juillet 2004 par la directrice de l'époque, Laure Adler.
Le titre de l'émission a été inspiré d'une parole de Reiser.